# Corrado Ferlaino
Corrado Ferlaino (Nápoles, 18 de mayo de 1931) es un empresario, ingeniero y dirigente deportivo italiano, expresidente de la Società Sportiva Calcio Napoli.

### Biografía
Nació de Modesto, un ingeniero y constructor calabrés, hermano del magistrado Francesco, y Cesarina Pasquali, de origen milanés. Después de diplomarse, comenzó a trabajar en la empresa de su padre y paralelamente participó en diversas carreras automovilísticas como piloto, entre ellas la Mille Miglia, el Campeonato Mundial de Sport Prototipos y la Targa Florio, y jugó como futbolista amateur con la camiseta del Tennis Vomero. Se licenció en Ingeniería civil de transportes en la Universidad de Bari; más tarde, creó su propia empresa de construcción con la que construiría numerosos edificios residenciales en Nápoles y su región, así como en Roccaraso, Livorno y Milán.
En 1967 entró como socio en la Società Sportiva Calcio Napoli, de la cual dos años más tarde se convertiría en accionista mayoritario y sería elegido presidente, gracias al apoyo de Achille Lauro. La presidencia de Ferlaino en el club azzurro duró 31 años, salvo algunas interrupciones. Durante su gestión, el Napoli alcanzó su máximo esplendor en los años ochenta, en correspondencia con la militancia de Diego Armando Maradona, ganando dos títulos de liga (1986-87 y 1989-90), una Copa de la UEFA (1988-89), una Copa Italia (1986-87) y una Supercopa de Italia (1990); anteriormente, el equipo presidido por Ferlaino había ganado una Copa Italia y una Copa de la Liga anglo-italiana, ambas en 1976. Su nombre se encuentra en el Salón de la Fama del fútbol italiano.
Otras breves experiencias en el mundo del fútbol fueron la compra del 50% de las acciones del Cagliari Calcio en 1992 y la de socio mayoritario del Ravenna Calcio en 2003, bajo la presidencia de su hijo Luca. Ferlaino fue también consejero de administración de la empresa de telecomunicaciones SIP y de la sociedad editora del diario napolitano Il Mattino. En el 2002, después de haber vendido sus acciones del Napoli, su grupo entró en el sector hotelero. En 2015, escribió junto con el periodista Toni Iavarone el libro Achille Lauro, il Comandante tradito, publicado por la editorial Minerva de Bolonia.
Casado cuatro veces (con Flora Punzo, Patrizia Sardo, Patrizia Boldoni y Roberta Cassol), es padre de cinco hijos: Giulio, Tiziana, Luca, Cristina y Francesca.